# Kleine tritonia
De kleine tritonia (Duvaucelia plebeia) is een slakkensoort uit de familie van de Tritonia's (Tritoniidae). De wetenschappelijke naam van de soort werd in 1828 voor het eerst geldig gepubliceerd door George Johnston.

## Beschrijving
De kleine tritonia is een roofzuchtige zeenaaktslak die zich voedt met zachte koralen. De lichaamslengte maximaal 30 mm, maar meestal niet meer dan 20 mm. De kleur is vuilwit (crème tot gelig) met bruine vlekken op rug en flanken.

## Verspreiding
De kleine tritonia is inheems in noordoostelijke Atlantische Oceaan, van Noorwegen tot Spanje en Portugal alsmede in de westelijke Middellandse Zee, waar het in rotsachtige kustomgevingen leeft. In het begin van de jaren tachtig werd het ontdekt op subtidale rotswanden in Massachusetts. De bevolking groeide in overvloed, bereikte een piek in 1985 en nam daarna snel af. De huidige verspreiding en overvloed in de Golf van Maine zijn onbekend. Tijdens zijn korte piek in overvloed elimineerde het op verschillende plaatsen zachte koralen (Alcyonium siderium) van rotswanden. Deze veranderingen in de samenstelling van de gemeenschap hielden aan gedurende ten minste twee jaar na de achteruitgang. Hoewel de eerste Nederlandse waarnemingen uit de Noordzee kwamen, wordt de kleine tritonia ook aangetroffen in de Oosterschelde en het Grevelingenmeer tot diepten van ruim 20 meter.